# Zapote (řeka, Filipíny)
Řeka Zapote, také označovaná jako Las Piñas–Zapote, je řeka na Filipínách nacházející se mezi hranicemi měst Las Piñas a Muntinlupa v regionu Metro Manila, měst Bacoor a Dasmariñas v provincii Cavite a města San Pedro v provincii Laguna. Řeka má celkovou délku 5,81 kilometrů.

## Historie
Bitva u řeky Zapote se odehrála 13. června 1899 mezi 1200 Američany a 4000 až 5000 Filipínci. Byla to druhá největší bitva filipínsko-americké války po bitvě o Manilu pět měsíců předtím v únoru 1899. Řeka Zapote odděluje město Las Piñas v tehdejší provincii Manila od Bacooru v provincii Cavite. Ruiny mostu Zapote stále stojí vedle náhradního mostu na dálnici Aguinaldo.